# Eugenio Caballero
Eugenio Caballero (Ciudad de México, 1972) es un diseñador de producción y director de arte mexicano. Estudió Historia del Arte e Historia del Cine en Florencia, Italia, y poco después de finalizar inició su carrera profesional en el ámbito de los cortometrajes y videos musicales. 
Ha sido nominado dos veces a los premios de la Academia Norteaméricana de Cinematografía, de los cuales fue acreedor al Oscar por la película El Laberinto del Fauno de Guillermo del Toro. Por el mismo trabajo obtuvo otros galardones, como “Art Director’s Guild Award”, “Ariel”, “Los Angeles Film Critics Association”, “Gold Derby Award”, “Online Film Critics Association” y las nominaciones para el “Bafta”, “Goya”,  “Satellite Award” y “Las Vegas Film Critics Society Award”.	
Ha participado en cerca de 30 películas, 20 de ellas como Director Artístico, donde he colaborado con los directores Jim Jarmusch, Baz Lurhmann, Alfonso Cuarón, Sebastian Cordero, Floria Sigismondi, Claudia Llosa, Fernando Eimbcke, Carlos Cuarón, Russel Mulcahy, Paul Anderson y Alejandro González Iñarritu entre otros.	
Por su primer trabajo con J.A. Bayona en el largometraje Lo Imposible fue acreedor a la segunda nominación al “Goya” y al “Art Directors Guild Award”.	
En 2014 diseñó la ceremonia de apertura de los Juegos Paralímpicos de Invierno en Sochi, Rusia, a petición del director Daniele Finzi, con quien también colaboró diseñando el espectáculo “Luzia” del Cirque Du Soliel dos años después.		
Durante 2015 y 2016 trabajó en la película Un monstruo viene a verme dirigida por J.A. Bayona, siendo acreedor al premio “Goya” y el premio “Gaudí”.			
En el periodo 2017-2018 diseñó la película ROMA en colaboración con el director Alfonso Cuarón, trabajo que le ha valido múltiples premios y nominaciones internacionales.
Durante 2020-2021 trabajó en la película Bardo dirigida por Alejandro Gonzalez Iñarritú. 
Ha sido nominado 7 veces para el premio “Ariel” que otorga la Academia Mexicana de Cinematografía, ganándolo hasta en 3 ocasiones. Al mismo tiempo, acreedor del premio a mejor Dirección Artística por el Festival de Cartagena de Indias en Colombia y por el Festival de Gramado en Brasil.
Durante su trayectoria, ha participado como jurado en numerosos festivales internacionales y ha sido distinguido como miembro de la Academia de las Artes y las Ciencias Cinematográficas de Norteamérica, la Academia de las Artes y las Ciencias Cinematográficas de España y la Academia Mexicana de Artes y Ciencias Cinematográficas. 
Actualmente se encuentra trabajando en distintos proyectos de cine y plataformas de streaming.

## Filmografía
- Romeo + Juliet (1996)
- El laberinto del fauno (2006)
- Resident Evil: Extinction (2007)
- Rudo y Cursi (2008)
- The Limits of Control (2009)
- Rabia (2009)
- The Runaways (2010)
- Un monstruo viene a verme (2011)
- Lo Imposible (2012)
- Europa Report (2013)
- Club Sandwich (2014)
- Aloft (2014)
- Roma (2018)
- Bardo (2021)

## Otras participaciones
- Juegos Paralímpicos de Sochi (2014)
- Luzia (Cirque du Soleil) (2016)

## Premios y nominaciones
Premios Óscar
| Año  | Categoría                  | Película               | Resultado |
| ---- | -------------------------- | ---------------------- | --------- |
| 2007 | Mejor dirección artística  | El laberinto del fauno | Ganador   |
| 2019 | Mejor diseño de producción | Roma                   | Nominado  |